# Wiktor Bielski
Wiktor Bielski (ur. 20 grudnia 1898 w Zagórzu, pow. będziński, zm. ?) – oficer dyplomowany piechoty Wojska Polskiego i Polskich Sił Zbrojnych, podpułkownik.

## Życiorys
Urodził się 20 grudnia 1898 w Zagórzu, powiatu będzińskiego, jako syn Tomasza i Anny z d. Siemieńskiej. Po zakończeniu I wojny światowej został przyjęty do Wojska Polskiego. Został awansowany na stopień porucznika ze starszeństwem z dniem z 1 lipca 1920. W latach 20. był oficerem 1 pułku piechoty Legionów, stacjonującego w Wilnie. Następnie awansowany na stopień kapitana piechoty ze starszeństwem z dniem 1 stycznia 1929. W latach 1930–1932 był słuchaczem II kursu w Wyższej Szkoły Wojennej w Warszawie (XI promocja). Po ukończeniu kursu otrzymał tytuł oficera dyplomowanego. Na stopień majora został mianowany ze starszeństwem z 1 stycznia 1936 i 123. lokatą w korpusie oficerów piechoty. Pełnił służbę w Oddziale IV Sztabu Głównego na stanowisko kierownika samodzielnego referatu. Na tym stanowisku pomagał szefowi Wydziału Zaopatrywania ppłk. dypl. Pajączkowskiemu w „sprawach kolejowych, obliczaniu stanów liczebnych, sporządzaniu map i wykresów oraz odcinka gen. Fabrycego na wschodzie”. W czasie kampanii wrześniowej 1939 pełnił służbę w Oddziale IV Sztabu Naczelnego Wodza na stanowisku referenta w Wydziale Zaopatrywania. Razem z personelem Oddziału IV Sztabu NW został ewakuowany do Rumunii.
Po wybuchu II wojny światowej przedostał się na Zachód i wstąpił do armii polskiej we Francji. W stopniu majora został szefem sztabu 2 pułku Grenadierów Wielkopolskich i w tej funkcji uczestniczył w kampanii francuskiej 1940. Po upadku Francji trafił do Wielkiej Brytanii i został oficerem Polskich Sił Zbrojnych. W stopniu podpułkownika objął stanowisko dowódcy 8 kompanii batalionu Strzelców Podhalańskich 7 Brygady Kadrowej Strzelców.

## Ordery i odznaczenia
- Krzyż Srebrny Orderu Wojskowego Virtuti Militari nr 3236[1]
- Krzyż Walecznych (czterokrotnie, przed 1923)
- Medal Niepodległości (23 grudnia 1933)[15]
- Srebrny Krzyż Zasługi (18 marca 1932)[16]
- Złota „Odznaka za Sprawność PZN” (1937)[17]
- Medal 10 Rocznicy Wojny Niepodległościowej (Łotwa)[18]